# Икономов, Никола Петков
Никола Петков Икономов (болг. Никола Икономов; 26 февраля 1896, Стара-Загора, Княжество Болгария — 17 февраля 1959, София) — болгарский актёр театра и кино, режиссёр, драматург, сценарист театральный деятель. Заслуженный артист НРБ. Лауреат Димитровской премии.

## Биография
В молодости участвовал в любительских театральных постановках Гео Милева в родном городе. Учился театральному искусству у М. Икономова и Г. Донева. В 1916 году поступил учеником в Софийский Народный театр. В 1919 году дебютировал там же в роли царя Асена («Иванко» Друмева).
Обладал прекрасной сценической внешностью, красивым лицом, представительной фигурой, у него был мягкий бархатный голос, выразительные интонации.
В 1920-е годы играл роли Рогожина («Идиот» по Достоевскому), Язона («Медея» Еврипида), Гранатова («Человек с портфелем» Файко). В 1925—1926 г. был в числе основателей Болгарского художественного театра, в котором в 1936—1937 годах работал режиссёром.
Впоследствии творчество Н. Икономова обрело сатирическую направленность, он стал играть характерные роли: Фердинанд I («Царская милость» Зидарова, 1949), Милягин, Дубравин («Великая сила», 1949, «Огненный мост», 1955, Б. Ромашова), Шалимов («Дачники», 1951, М. Горького), Окунев («Чужая тень» К. Симонова, 1952) и др.
Выступал как режиссёр, ставил пьесы советских авторов. Работал директором и режиссёром провинциальных театров: в Русе (1930), Пловдиве (1935), Художественного театра в Софии (1936—1937), театра в Варне (1937, 1945—1946).
Н. Икономов был также драматургом и сценаристом (кинофильм «Kalin orelat» (1950)). Автор популярных романтических драм: «Калин Орел» и «Татарский хан», поставленных в Народном театре в Софии. Инсценировал «Село Борово» (по К. Велкову, 1948, Народный театр) и др.

## Фильмография
- 1941 — Български орли — Полковник Илиев
- 1943 — Ива Самодива

## Награды
- Орден «За гражданские заслуги» (Болгария)
- Димитровская премия
- Заслуженный артист НРБ